# Xylotrechus semimarginatus
Xylotrechus semimarginatus là một loài bọ cánh cứng trong họ Cerambycidae.